# Australineus albidecus
Australineus albidecus är en djurart som tillhör fylumet slemmaskar, och som beskrevs av Gibson 1990. Australineus albidecus ingår i släktet Australineus och familjen Lineidae. Inga underarter finns listade i Catalogue of Life.